# Amvrosij (Morev)
Amvrosij (světským jménem: Alexej Ivanovič Morev; 1785, Tverská gubernie – 27. října 1854, Penza) byl ruský duchovní Ruské pravoslavné církve a biskup penzenský a saranský.

## Život
Narodil se roku 1785 v Bežeckém ujezdu Tverské gubernie v rodině kněze.
Studoval na Tverském duchovním semináři a poté na Alexandro-Něvské duchovní akademii. Roku 1806 byl postřižen na monacha a následující rok dokončil studium s titulem kandidáta bohosloví. Stal se vyučujícím mladších ročníků.
Od 16. srpna 1813 působil jako prefekt a srpna 1814 jako profesor a inspektor Novgorodského duchovního semináře. Dne 7. března 1816 byl povýšen na archimandritu a jmenován představeným Antonijevského monastýru ve Velikém Novgorodu. Roku 1822 se stal rektorem Orelského duchovního semináře a představeným Brjanského petropavlovského monastýru.
Dne 17. června 1823 přijal biskupskou chirotonii na biskupa orenburského a ufského. Za jeho pobytu v Ufě nechal postavit biskupský dům, konzistoř a ženský monastýr svatých Myronosic. Dne 1. prosince 1828 byl převeden na volyňskou katedru a 1. února 1832 na katedru nižněnovgorodskou. Nechal zrekonstruovat Goroděcký Feodorovský monastýr a postavit ženský monastýr ve Vasiljové slobodě.
Byl velmi nevyrovnaný. Když Nejsvětější synod přikázal prověřit farní diákony, bez jakéhokoli vyšetřování nechal mnohé vyloučit z kléru. Synod shledal jeho jednání za nespravedlivé a zrušil některé jeho příkazy. Dne 19. ledna 1935 se stal biskupem penzenským pod dohledem policie. Během penzenského období byl synodem vyšetřován pro dosazování svých příbuzných do různých funkcí.
Zemřel 27. října 1854 v Penze.